# Едиханов, Билял Исмагилович
Билял Исмаилович Едиханов (12 марта 1934, с. Александровка, Средневолжский край — 12 февраля 2011, г.Стерлитамак) — инженер-конструктор. Лауреат Государственной премии СССР (1985).

## Биография
Едиханов Билял Исмаилович родился 12 марта 1934 года в с. Александровка Старо-Кулаткинского района (ныне — Ульяновской области).
В 1959 году окончил Казанский химико-технологический институт по специальности инженер-механик.
По окончании института работал на заводе «Авангард» в разных должностях: с 1970 года — начальник специального конструкторско-технологического бюро, с 1984 года — главный инженер. В 1986—2004 года — начальник производства комбината пиво-безалкогольных напитков «Шихан».
Под его руководством на заводе «Авангард» разработаны и внедрены автоматизированные поточные линии, модули с дистанционным управлением, роботизированные производства.
Едиханов Билял Исмаилович имел 26 авторских свидетельств и 4 патента на изобретения. Являлся автором 11 печатных работ.

## Награды
- Орден «Знак Почёта» (1976).
- Государственная премия СССР (1985) — за создание автоматизированной установки нитрации порохов и ракетного топлива.